# 村田嘉一
村田 嘉一（むらた かいち、1941年3月6日 - ）は、日本の実業家。日立製作所名誉顧問。元日立キャピタル（現三菱HCキャピタル）代表執行役社長。

## 人物・経歴
茨城日立市出身。明治大学商学部在学中の1961年、公認会計士第2次試験合格。1963年、明大卒業と同時に日立製作所入社。1991年財務部長、1997年取締役財務部長、1999年専務取締役財務部長。
2001年、前年に日立クレジットと日立リースの合併により発足した、日立グループの金融サービス中核企業である日立キャピタルの代表取締役社長に就任。日立本体の財務部門トップ出身者として、グループ内銀行の枠に留まらない多くの新規事業を手掛けた。2005年日立製作所特別顧問。日立情報システムズ会長、日立モバイル会長、日立国際電気取締役、北日本銀行取締役等なども歴任。2006年日立製作所名誉顧問。2008年学校法人明治大学理事（非常勤）。